# Hemodiàlisi

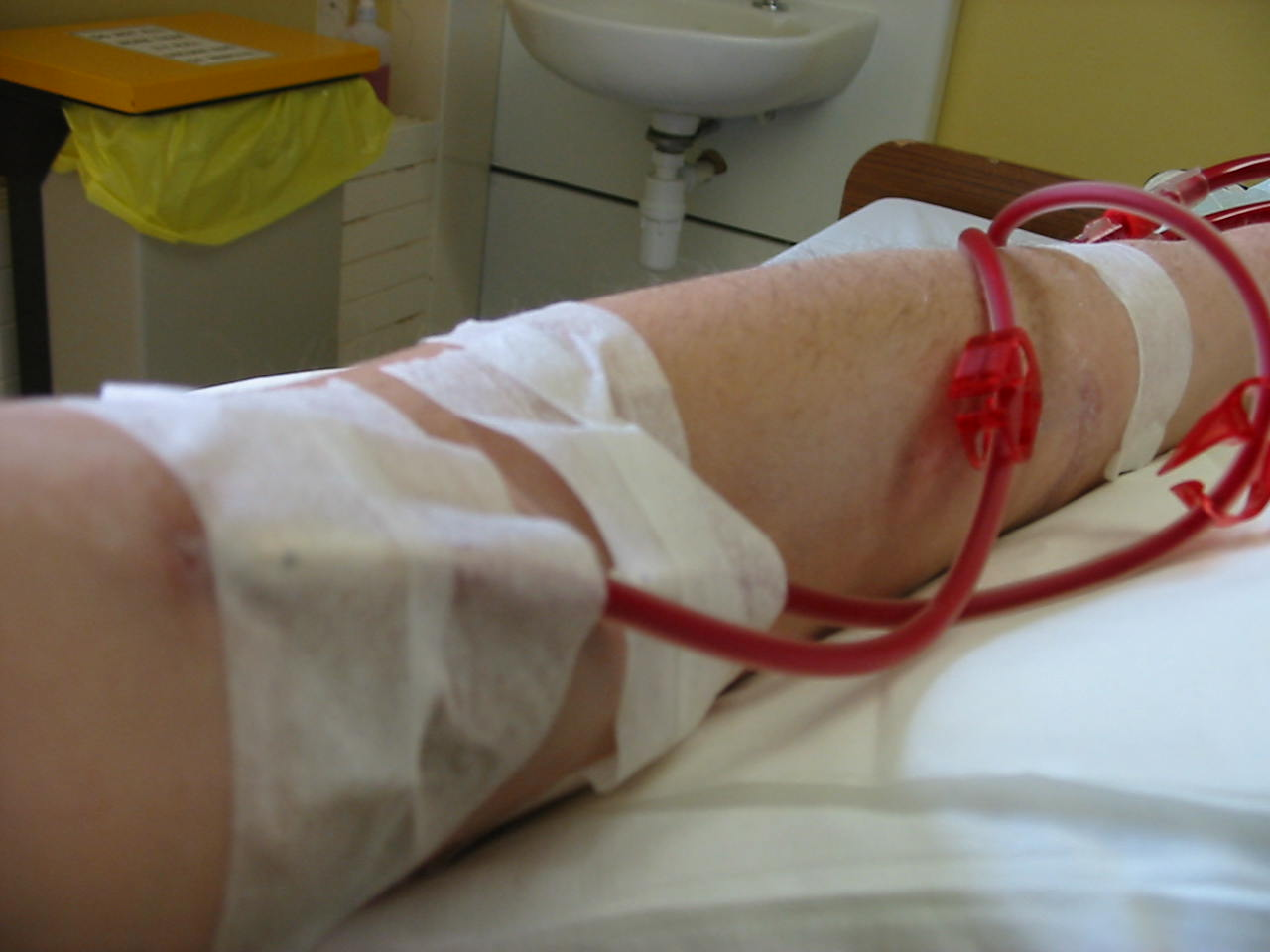
Hemodiàlisi en marxa

Hemodiàlisi, en medicina, és un mètode per treure productes de rebuig com la creatinina i urea, i també aigua lliure de la sang quan hi ha un important deteriorament de la funció del ronyó. L'hemodiàlisi és una de les tres teràpies de reemplaçament del ronyó (les altres dues són el trasplantament de ronyó i la diàlisi peritoneal).
L'hemodiàlisi es pot fer amb pacients externs o ingressats. S'acostuma a fer en una sala d'un hospital o en una clínica. Amb menys freqüència es fa a domicili.

## Principis

Esquema de la hemodiàlisi

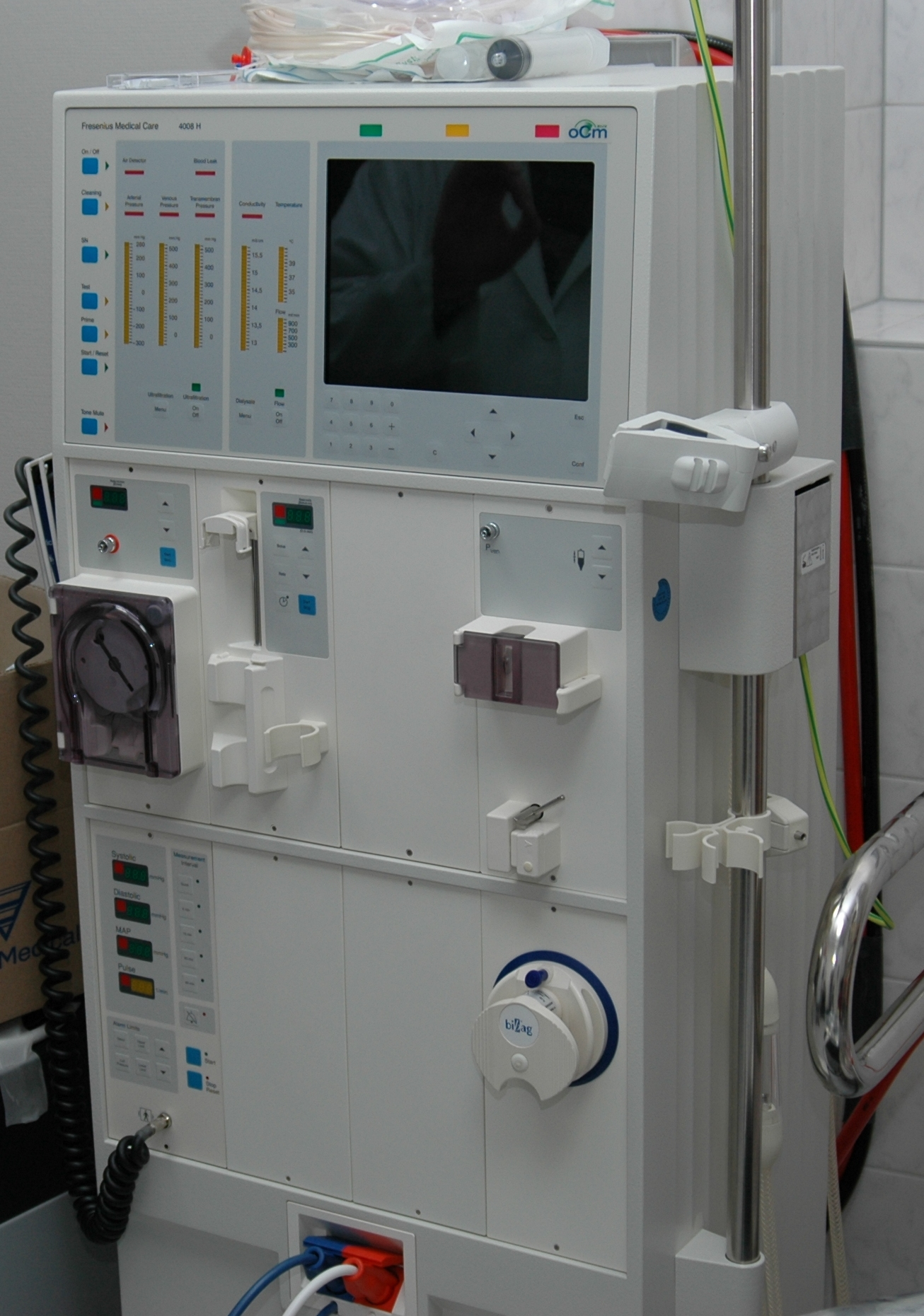
Màquina per l'hemodiàlisi

La sang a dialitzar del pacient s'obté i es retorna a una vena dilatada per una fístula de Cimino.
Els principis de l'hemodiàlisi són els mateixos d'altres diàlisis; implica una difusió de soluts a través d'una membrana semipermeable. Un flux contra corrent manté el gradient de concentració a través de la membrana en el màxim i incrementa l'eficàcia de la diàlisi.
La remoció del fluid per ultrafiltració s'aconsegueix alterant la pressió hidroestàtica del compartiment dialitzat causant que l'aigua lliure i alguns soluts dissolts es desplacin a través de la membrana.
La solució de la diàlisi que es fa servir pot ser una solució esterilitzada d'ions.
S'ha de tenir en compte que l'hemodiàlisi és una tècnica diferent de l'hemofiltració.